# John Edward Anderson
John Edward Anderson, född 12 september 1917 i Minneapolis, Minnesota, död 29 juli 2011 i Los Angeles, Kalifornien, var en amerikansk svenskättling och fastighetsmiljardär. John Edward Andersons förmögenhet uppskattades år 2006  av Forbes till 1,9 miljarder dollar.